# Alfaro

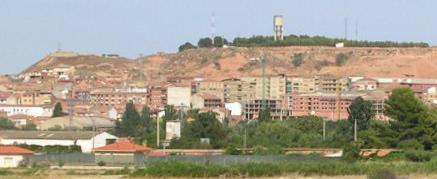
Alfaro

Alfaro este un municipiu în sudul La Rioja, în Spania. Are o populație de 9 576 locuitori și suprafață de 194,23 km².